# 久米村 (山口県)
久米村（くめそん）は、山口県都濃郡にあった村。現在の周南市久米・譲羽にあたる。

## 地理
- 山岳：岩熊山
- 河川：末武川

## 歴史
- 1889年（明治22年）4月1日 - 町村制の施行により、久米村・譲羽村の区域をもって発足。
- 1942年（昭和17年）4月1日 - 徳山市に編入。同日久米村廃止。

## 交通

### 鉄道路線
- 鉄道省
  - 山陽本線
  - 岩徳線
    - 櫛ケ浜駅

現在は旧村域を山陽新幹線が通過するが、当時は未開業。

### 道路
現在は旧村域に山陽自動車道の徳山東インターチェンジが所在するが、当時は未開通。